# 村上奈津実
村上 奈津実（むらかみ なつみ、1995年9月7日 - ）は、日本の女性声優。ゆーりんプロ所属。東京都出身。

## 経歴
声優を目指すようになったきっかけは、中学校の英語の授業で行われた『不思議の国のアリス』の絵に声を当てる朗読劇。アリス役を演じた際にクラスメイトから「アリスの声がかわいい」という感想をもらい、演じるということに興味を持ち声の仕事を意識するようになった。もともと好きだったアニメの見方も変わり、『DEATH NOTE』で宮野真守の声の存在感に感銘を受けた。
中学生の時点ではアルバイトができずレッスンに通う資金が無かったため学校の勉強に集中し、受験を終えた後に声優の勉強ができる学校を探し始めた。複数の専門学校や養成所の体験授業に参加し、その中で見学したよこざわけい子の授業は良い緊張感があり基礎からしっかり学べると思い、よこざわけい子 声優・ナレータースクールに入学することを決めた。
『アイカツスターズ!』の早乙女あこ役でアニメ作品に初出演。
2021年9月7日（自身の誕生日）、田中ちえ美（虹ヶ咲学園スクールアイドル同好会でも共演）との声優ユニット「NACHERRY（ナチェリ）」の結成を発表。デビュー日はデジタルシングル「フォーチュンテラー」の配信開始日である2021年10月6日（田中の誕生日）。
2023年、第17回声優アワードにて、「虹ヶ咲学園スクールアイドル同好会」として歌唱賞を受賞。
2025年6月、声帯炎による発声不良の治療のため、活動を一時制限することを所属事務所を通じて発表。それに伴い、6月19日に出演を予定していた朗読劇『「ネコたん！弐 ぷらす 〜猫町怪異奇譚〜」仮面遊戯殺猫事件』の財部梨杏役を降板、代役を同事務所の小澤麗那が務める。出演予定の『ゼンレスゾーンゼロ』のアリス・タイムフィールド役を降板、代役を81プロデュースの田中美海が務める。

## 人物

### 趣味・趣向
- 趣味・特技は釣り、けん玉[16]、ドラムほか[1][17]、節約など[5]。特に釣りは始めた時に魚が多く釣れたことをきっかけに大きくはまっている[1]。
- 好きな食べ物は肉や白米[1]、カレーライス[5]。料理もよくすると語っている[5]。
- 好きなアニメは『カードキャプターさくら』で、幼稚園の頃から繰り返し見ている[1]。
- 好きなアーティストはaiko[1][5]。
- 感銘を受けた本は『博士の愛した数式』[1]。
- 所有資格は漢字検定準2級[3]。
- 犬を飼っており、名前はモカ[1][18]。

### 声優として
- 仕事をする上でのモットーおよび座右の銘は「なるようになる」[1][5]。
- 声優としてのターニングポイントになった役に『アイカツスターズ!』の早乙女あこを挙げており、人生で大切な存在と語っている[1][5]。また、印象に残っている役に初めて声のみで泣く芝居を行った『クイズRPG 魔法使いと黒猫のウィズ』のウォーブリンガー＝ミリィを挙げている[5][19]。
- 「声が特徴的でヒロイン向きじゃない」と言われることもある。目標はラブコメディで正統派のヒロインを演じること[1]。
- 具体的に尊敬している人物はいないが、周りに流されず思ったことをはっきり言える人物に憧れ尊敬している[1]。また、演技方面では憧れの声優に大谷育江と釘宮理恵を挙げている[5]。

## 出演
太字はメインキャラクター。

### テレビアニメ
2016年
- アイカツスターズ!（2016年 - 2018年、早乙女あこ） - 2シリーズ

2017年
- うらら迷路帖（見物客）
- 南鎌倉高校女子自転車部（水野恵）

2018年
- パズドラ（2018年 - 2020年、太一）

2019年
- アイカツオンパレード!（2019年 - 2020年、早乙女あこ）

2020年
- ミュークルドリーミー（2020年 - 2022年、日向ゆめ） - 2シリーズ
- 神之塔 -Tower of God-（ヘックス）
- ラブライブ!虹ヶ咲学園スクールアイドル同好会（2020年 - 2022年、宮下愛） - 2シリーズ

2021年
- 戦闘員、派遣します!（ロゼ）

2022年
- スローループ（福元二葉）
- 4人はそれぞれウソをつく（千代）

2023年
- にじよん あにめーしょん（2023年 - 2024年、宮下愛） - 2シリーズ

2024年
- この世界は不完全すぎる（ナミコ〈平波子〉）

2025年
- キミとアイドルプリキュア♪（東中みこと、ファン）
- 完璧すぎて可愛げがないと婚約破棄された聖女は隣国に売られる（エミリー・マーティラス）

### 劇場アニメ
- 劇場版アイカツスターズ！（2016年、早乙女あこ）
- 好きでも嫌いなあまのじゃく（2024年、田沢愛[33]）
- 映画 ラブライブ!虹ヶ咲学園スクールアイドル同好会 完結編（2024年 - 2025年、宮下愛[34][35]） - 全3章[一覧 5]

### OVA
- ラブライブ!虹ヶ咲学園スクールアイドル同好会 NEXT SKY（2023年、宮下愛[36]）

### Webアニメ
- ファイトリーグ ギア・ガジェット・ジェネレーターズ（2019年、オートクリーナー・マチ[37]）

### ゲーム
2015年
- ウチの姫さまがいちばんカワイイ（星歌姫 リリ・ラブリア）
- 妖怪百姫たん!（五徳猫、山彦、うわん、霊亀、猿飛佐助、奪衣婆）

2016年
- アイカツスターズ! ファーストアピール（早乙女あこ）
- アイカツスターズ! Myスペシャルアピール（早乙女あこ）
- アイカツ! フォトonステージ!!（早乙女あこ）
- クイズRPG 魔法使いと黒猫のウィズ（2016年 - 2025年、ウォーブリンガー＝ミリィ、ドレスメア）
- サウザンドメモリーズ（闇討の暗殺者イルミナ、剔爪の竜喰士ミウ）
- 編隊少女 -フォーメーションガールズ-（アンジェラ・パトル、エヴァ・ニキートヴァ）

2017年
- 感染×少女（新籾千種）
- 白猫プロジェクト（イロメロ）
- 白猫テニス（イロメロ）
- ファイトリーグ（扇小路舞子）
- モンスターストライク（2017年 - 2021年、ジューダス、アレキサンドライト、ローゼンクロイツ）

2018年
- 黒の騎士団〜ナイツクロニクル〜（アスナー）
- ラブライブ! スクールアイドルフェスティバル（2018年 - 2023年、宮下愛）

2019年
- 蒼藍の誓い ブルーオース（ストラスブール、ラフィー、アンノウンΛ）
- ラブライブ! スクールアイドルフェスティバル ALL STARS（2019年 - 2023年、宮下愛）

2021年
- ウマ娘 プリティーダービー（ナイスネイチャの友だち 他）
- Dreamin' Her（七瀬未来 、架子）

2022年
- ドラゴンクエストX 天星の英雄たち オンライン（アリア）
- クラッシュフィーバー（ロゼ）
- メメントモリ（リーン）

2023年
- ラブライブ! スクールアイドルフェスティバル2 MIRACLE LIVE!（2023年 - 2024年、宮下愛）
- グランブルーファンタジー（アマツマ）
- キュービックスターズ（ルイスキャロル）

2024年
- グランブルーファンタジー リリンク
- ファイナルファンタジーVII リバース

2025年
- ラブライブ!虹ヶ咲学園スクールアイドル同好会 トキメキの未来地図（宮下愛）
- 勝利の女神:NIKKE（アルカナ）

### ドラマCD
2017年
- 劇場版アイカツスターズ! オリジナルドラマCD（早乙女あこ）
- お前の前で泣くもんか（直美）

2018年
- TVアニメ/データカードダス『アイカツ!』&『アイカツスターズ!』スペシャルドラマCD（早乙女あこ）

2024年
- 鬼の陰陽師（星川織姫） - クラウドファンディング返礼品

### ASMR
- 圧倒的添い寝CD 〜隣の席の同僚にたっぷり励まされちゃう〜（2021年、同僚ちゃん(育美)）

### デジタルコミック
2020年
- ぜっしゃか!-私立四ツ輪女子学院絶滅危惧車学科-（新井クレア）
- アキトはカードを引くようです（SR踊り子）
- ごほうびは夜にちょうだい（成瀬雛乃）
- にじよん（2020年 - 2021年、宮下愛） - 2シリーズ
- はるお嬢さま、恋のお時間です!（宝来はる）

2021年
- 負けヒロインを勝たせたい‼（迷子の子供）
- Fけん（マネージャー）

2022年
- 幼馴染のS級パーティーから追放された聖獣使い。万能支援魔法と仲間を増やして最強へ!（エミー）

2024年
- 奪われ続けた令嬢は虹乙女と呼ばれた（オリヴィア・グライスナー）

### 吹き替え
- 転生宗主の覇道譚 〜すべてを呑み込むサカナと這い上がる〜（2025年、姜柔児〈ジャン・ルオアル〉[73][74]）

### ラジオ
※はインターネット配信。NACHERRYとしての番組は、NACHERRY#ラジオの項を参照。
- 村上奈津実・伊藤彩沙 最近、好きになりました（2020年 - 2023年、音泉※）[75]
- ラブライブ!虹ヶ咲学園 ～放課後放送室～（2022年 - 2024年、HiBiKi Radio Station※）[76]

### テレビ番組
※はインターネット配信。
- セイユウ忍者GEISHA〜S（2017年、ニコニコ生放送※） - セイユウ忍者1号（リポーター）[77][78]
- 釣りビジョン・釣りうぇーぶ 村上奈津実の釣りイッター（リポーター）
- 村上奈津実のなっチャンネル（2018年12月17日 - 、ニコニコ生放送※）[79]
- 村上奈津実・小澤麗那のGamer放送局（2024年4月30日 - 、ニコニコ生放送※）[80]

### 舞台・朗読劇
- 第29回 ゆーりんプロデュース公演・新人公演「詩と語りと芝居で紡ぐ 智恵子抄」（2016年4月10日、千代田区立内幸町ホール） - はる子 役
- スマイルfestivalちば2017 シャキット! presents「ウィリーとポーポ×よこざわけい子朗読ステージ」（2017年7月22日、プレナ幕張） - ウィリー 役[81][82]
- ボイスコミックライブ 公演B『クセつよ男子特集「みにあまる彼氏」』（2024年6月9日、池袋HUMAXシネマズ） - 青柳いろは 役[83][84]）
- 「声優グランプリ」presents シネマダミス『超時空捜査隊マルキュー　〜メイク・フレンズ編〜』（2025年6月21日、109シネマズ木場） - 薔薇ヶ崎あかね 役[85]

### その他コンテンツ
- 日本芸術専門学校 ラジオCM（文化放送）
- 温泉むすめ（小野川小町）[86]
- 声優e-Sports部 3期生（2021年3月 - ）YouTubeでのゲーム実況
- オーディオブック『ラブライブ!虹ヶ咲学園スクールアイドル同好会 素顔のフォトエッセイシリーズ RainbowDays〜宮下愛〜』（2022年、宮下愛）
- ボイスドラマ『戦国繚乱美少女伝』（2025年、福島正則）

## ディスコグラフィ

### キャラクターソング
| 発売日         | 商品名                      | 歌                                                                                           | 楽曲                   | 備考                                                      |
| -------------- | --------------------------- | -------------------------------------------------------------------------------------------- | ---------------------- | --------------------------------------------------------- |
| 2020年8月5日   | ひらいて☆ミュージックゲート | 日向ゆめ（村上奈津実）                                                                       | 「ゆめ色メロディー」   | テレビアニメ『ミュークルドリーミー』関連曲                |
| 2021年5月26日  | Home Sweet Home             | キサラギ＝アリス（富田美憂）、スノウ（菊池紗矢香）、ロゼ（村上奈津実）、グリム（髙橋ミナミ） | 「Home Sweet Home」    | テレビアニメ『戦闘員、派遣します!』エンディングテーマ     |
| 2021年5月26日  | Home Sweet Home             | ロゼ（村上奈津実）                                                                           | 「Home Sweet Home」    | テレビアニメ『戦闘員、派遣します!』関連曲                 |
| 2022年10月21日 | 涌遊スマイルパワー          | 飯坂真尋（吉岡茉祐）、松島名月（永野愛理）、小野川小町（村上奈津実）                         | 「涌遊スマイルパワー」 | 『温泉むすめ』関連曲                                      |
| 2022年11月30日 | For 4 Forever               | リッカ（田中ちえ美）、千代（村上奈津実）、関根（佐倉綾音）、翼（潘めぐみ）                   | 「For 4 Forever」      | テレビアニメ『4人はそれぞれウソをつく』エンディングテーマ |

### その他参加作品
| 発売日        | 商品名                                | 歌                   | 楽曲                       | 備考                                                                 |
| ------------- | ------------------------------------- | -------------------- | -------------------------- | -------------------------------------------------------------------- |
| 2021年9月17日 | Onsen Theme song Collection album 1st | なっちゃんとあやさち | 「胸キュン!さいすき♡Days」 | Webラジオ『村上奈津実・伊藤彩沙 最近、好きになりました』テーマソング |

## 書籍

### 写真集
- 村上奈津実1st写真集 なっちゃんとデート日記♡（2021年8月25日、コスミック出版、ISBN 978-4774792392）
- 村上奈津実2nd写真集 Natsumi Memorial（2023年11月24日、コスミック出版、ISBN 978-4774792880）